# John Dainton
John Bourke Dainton (* 10. September 1947 in Cambridge) ist ein britischer experimenteller Teilchenphysiker. 
Dainton ist der Sohn des Chemikers Frederick Dainton. Er wurde an der Universität Oxford 1972 promoviert, war 1973 bis 1977 am Daresbury Laboratory, 1977/78 an der University of Sheffield und 1978 bis 1985 Lecturer an der University of Glasgow.  1986 wurde er Lecturer, 1991 Reader und 1994 Professor an der University of Liverpool, an der er seit 2002 Sir James Chadwick Professor für Physik ist. Er war 2005 bis 2007 Gründungsdirektor des Cockroft Institute für Beschleunigerphysik bei Daresbury. Er ist an Experimenten am Hera Beschleuniger des DESY  beteiligt, an dem er 1997 bis 1999 Sprecher des H1 Detektors war. Am DESY war er schon seit 1981 als Gastwissenschaftler.
Er war im LEP, SPS (Vorsitzender 2003) und LHC Komitee des CERN. Seit 1999 ist er Mitherausgeber des Journal of High Energy Physics. 1992 bis 1997 war er Senior Fellow des Science and Engineering Research Council (SERC).
1999 erhielt er den Max-Born-Preis und 2003 den Humboldt-Forschungspreis. Er ist Fellow der Royal Society (2002) und Fellow der Royal Society of Arts. 1983 wurde er Ehrenbürger (Freeman) Londons. Seit 1986 ist er Fellow des Institute of Physics. 